# Schienenverkehr in Beira unter portugiesischer Herrschaft
Der Schienenverkehr in Beira unter portugiesischer Herrschaft wurde auf drei Netzen mit unterschiedlicher Spurweite durchgeführt.

## Schmalspurbahn Beira–Umtali
Die Schmalspurbahn Beira–Umtali war eine 329 Kilometer lange Bahnstrecke mit einer Spurweite von 610 mm (2 Fuß) von Beira im heutigen Mosambik nach Umtali im heutigen Simbabwe. Andere Quellen berichten, dass es die ungewöhnliche metrische Spurweite von 650 mm (ca. 25,6 Zoll) hatte, ein Maß, das nicht von einem standardmäßigen europäischen Zoll-Spursystem abgeleitet wurde. Sie wurde unter portugiesischer Herrschaft in Mosambik gebaut und 1892–1898 abschnittsweise eröffnet. 

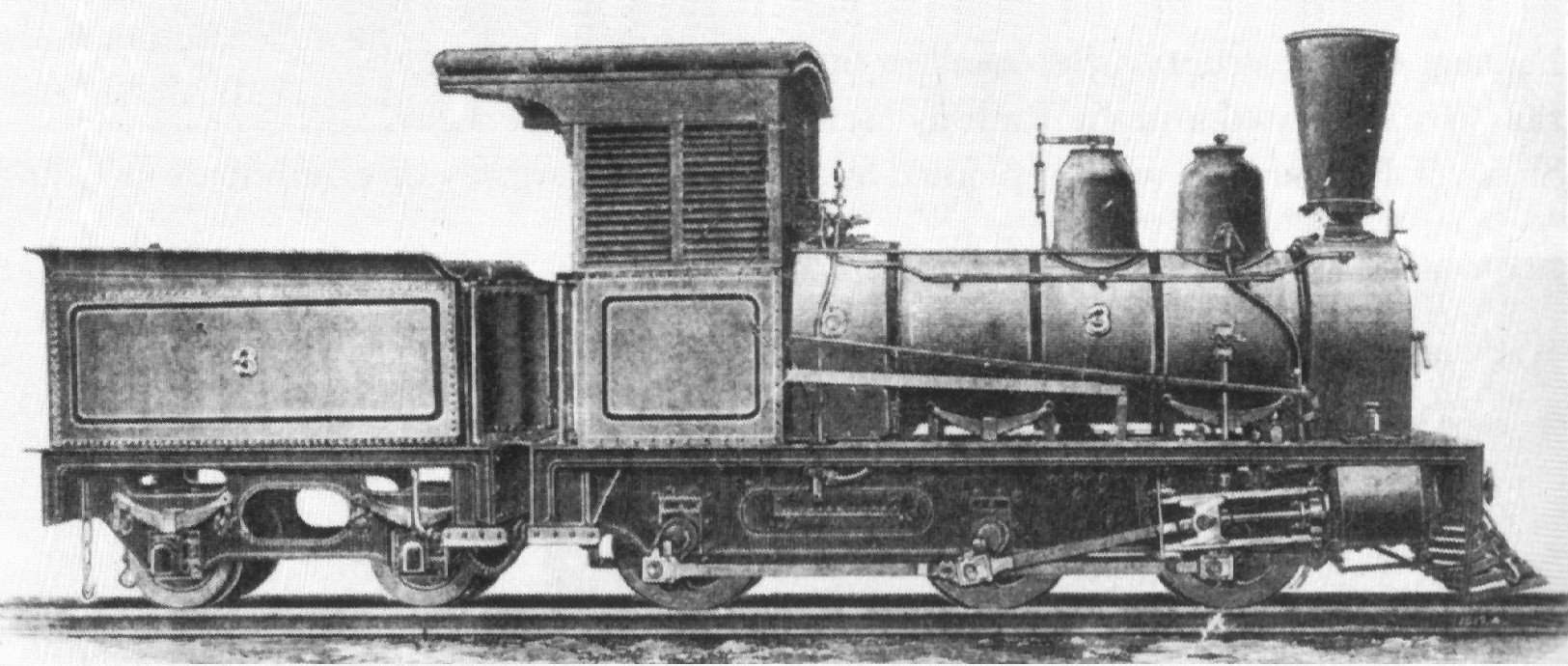
Dampflok Nr. 3 (Nr. 1 und 2 waren baugleich)
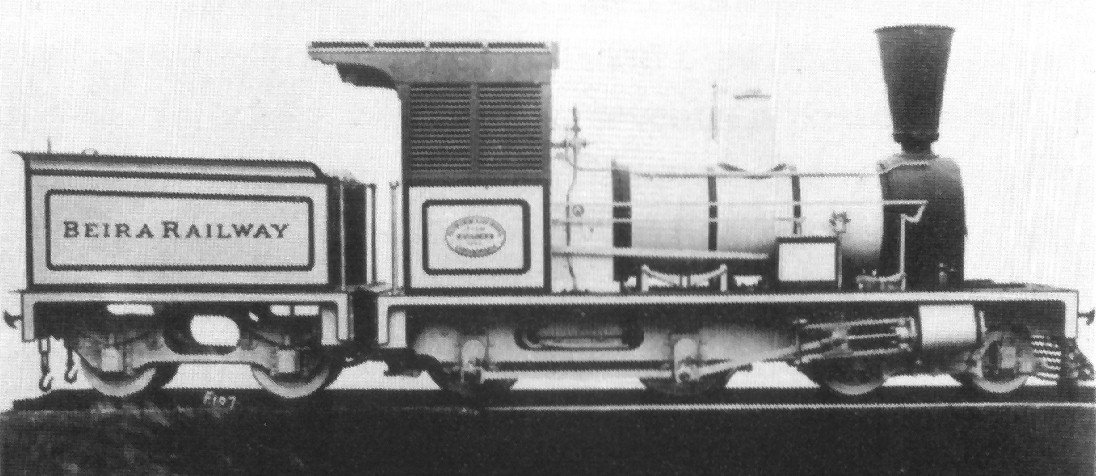
Beira Railway Dampflok der Klasse F2
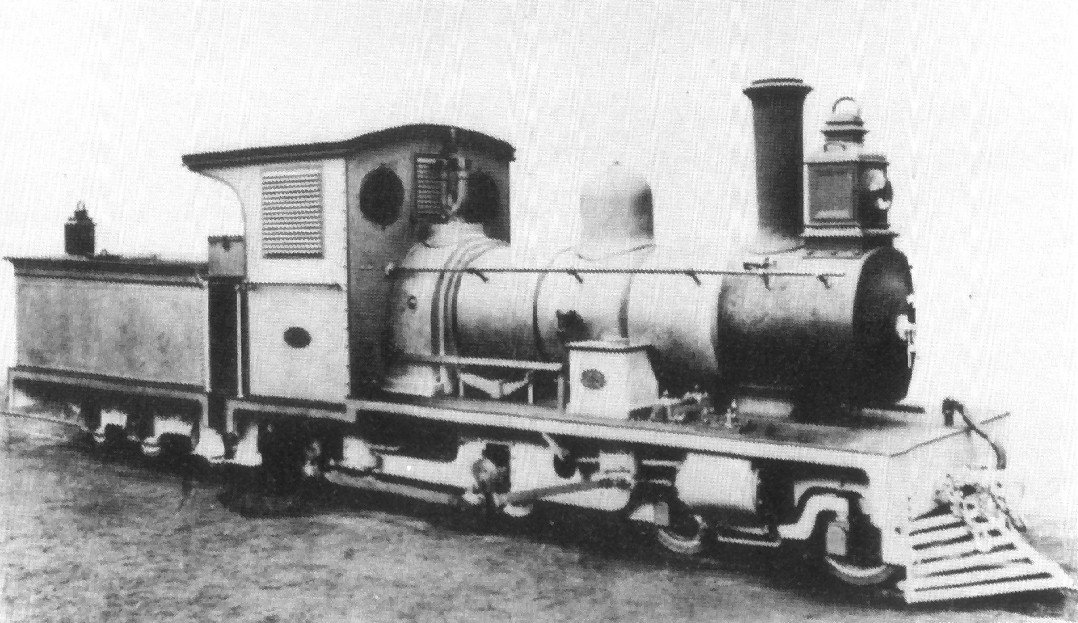
Dampflok Nr. 38 der Klasse F4

Die Schmalspurbahn wurde bis 9. Juli 1900 auf Kapspur (1067 mm) umgespurt. 

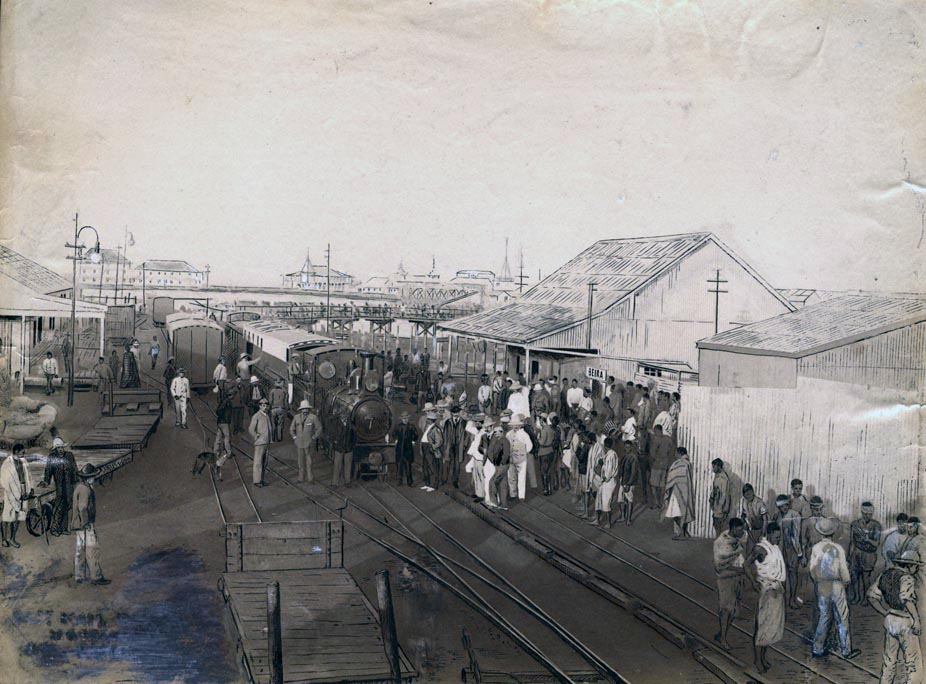
Kapspur-Bahn in Beira, 9. Juli 1900
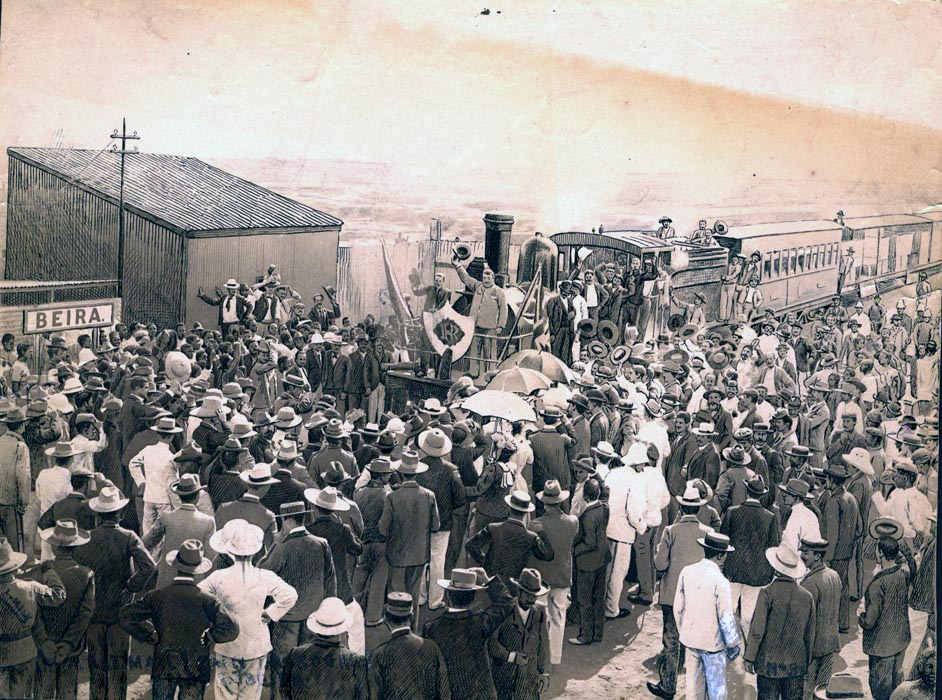
Ankunft der ersten Kapspur-Bahn in Beira, 9. Juli 1900
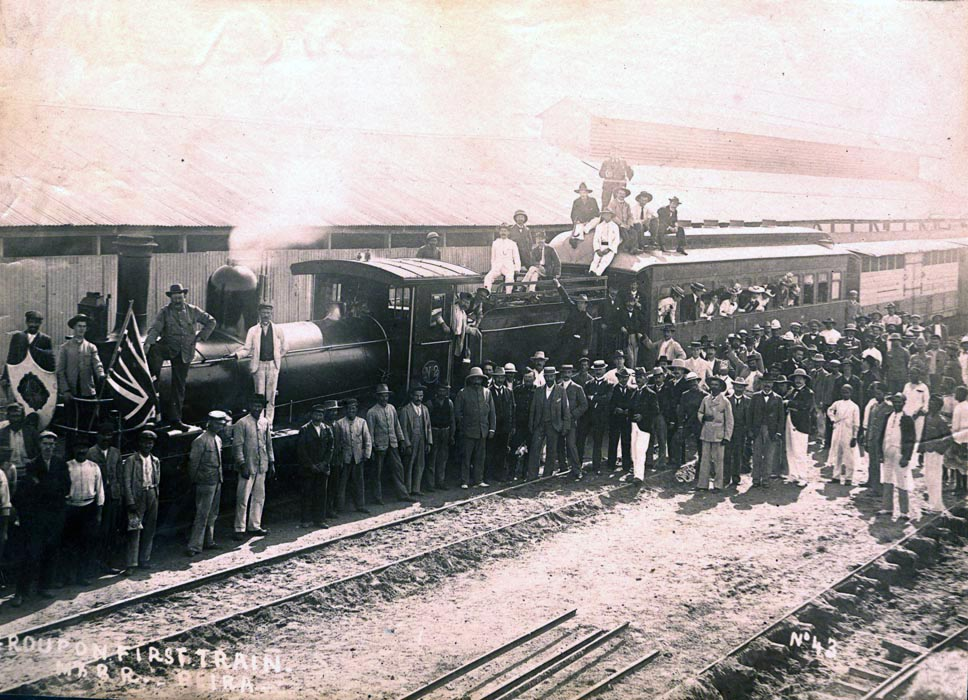
Gruppenfoto bei der Eröffnungsfahrt der Kapspur-Bahn

## Dampfstraßenbahn
Die Dampfstraßenbahn (portugiesisch Trâmuei) hatte eine Spurweite von 610 mm. Sie wurde vom 26. September 1901 bis 1906 betrieben. Zum Zeitpunkt der Einweihung hatte sie eine Gesamtlänge von 6,5 km. Neben dem Personenverkehr beförderte sie auch Sand und andere Güter. Die 5 Tonnen schwere Decauville-Dampflokomotive gehörte der Baufirma Pauling & Cº.

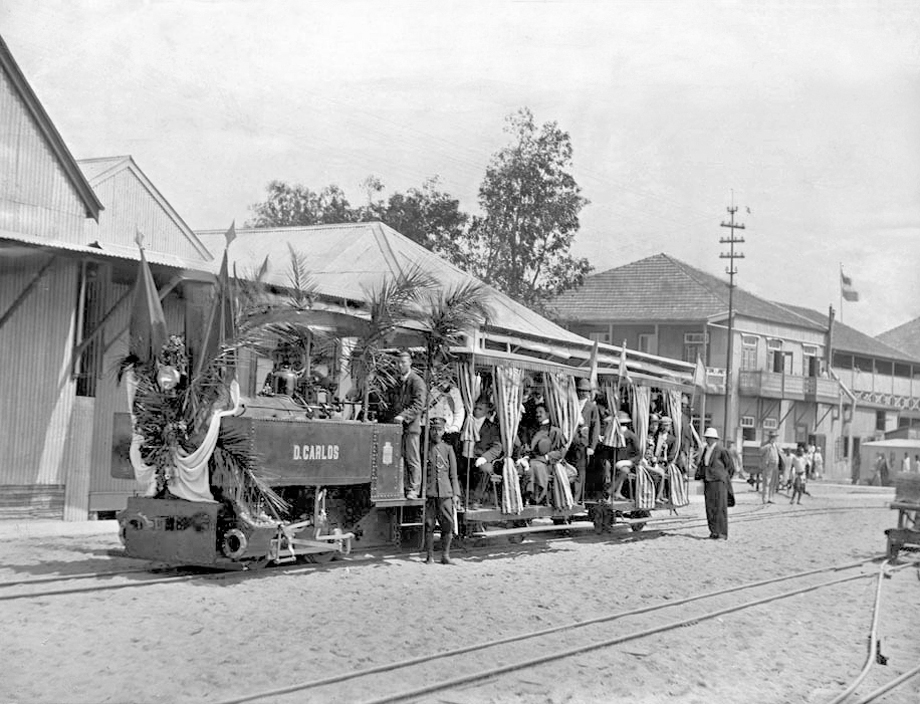
Eröffnung der Trâmuei mit Dampflok D. Carlos, 1901
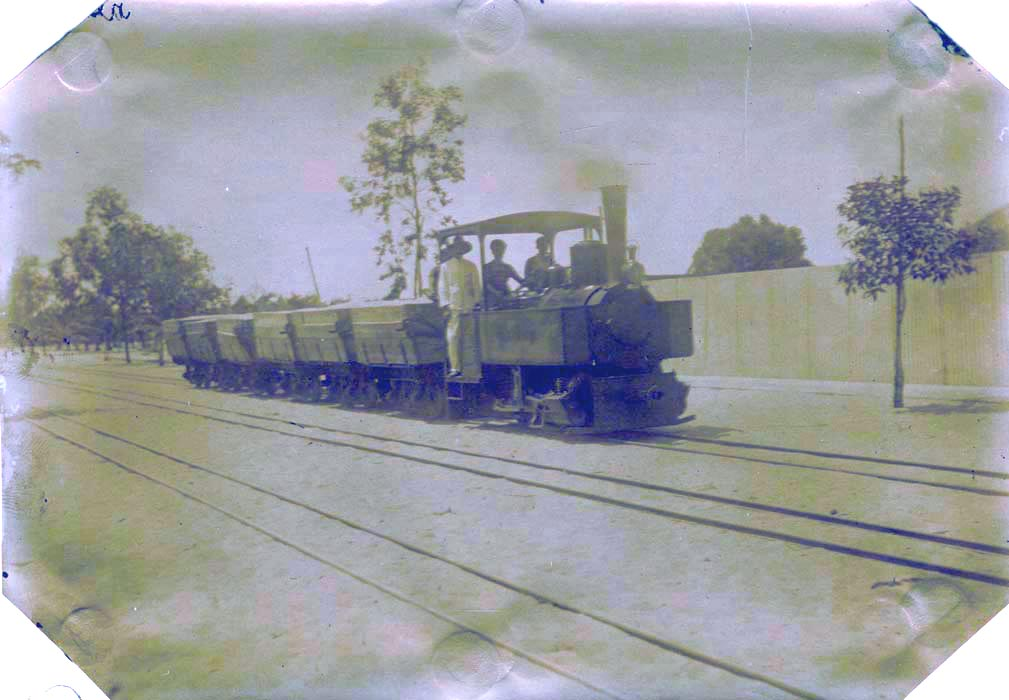
Sandtransport mit der Trâmuei, 1906
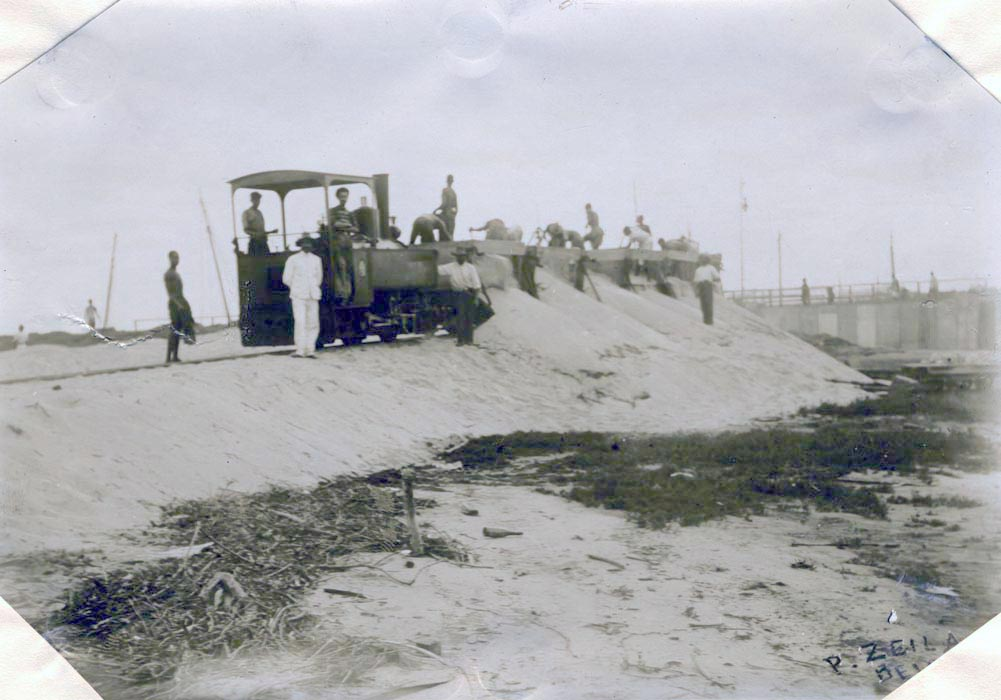
Sandtransport mit der Trâmuei, 1906

## Feldbahn
Die Amtliche Feldbahn (portugiesisch Caminho da Repartição) mit einer Spurweite von 500 mm verwendete von Hand geschobene Trolleys für den Personentransport.

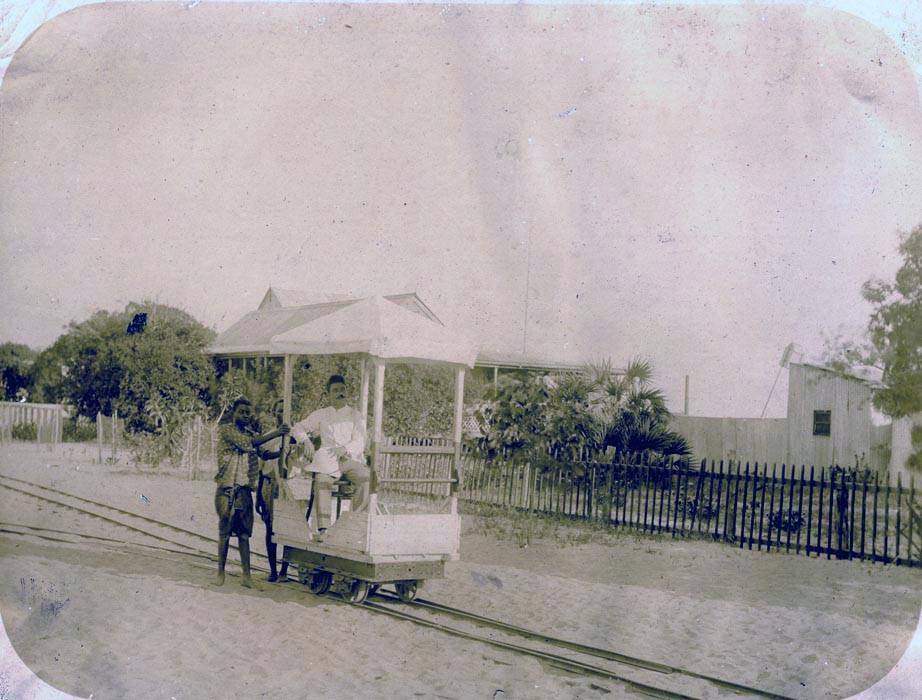
Personentransport, 1892
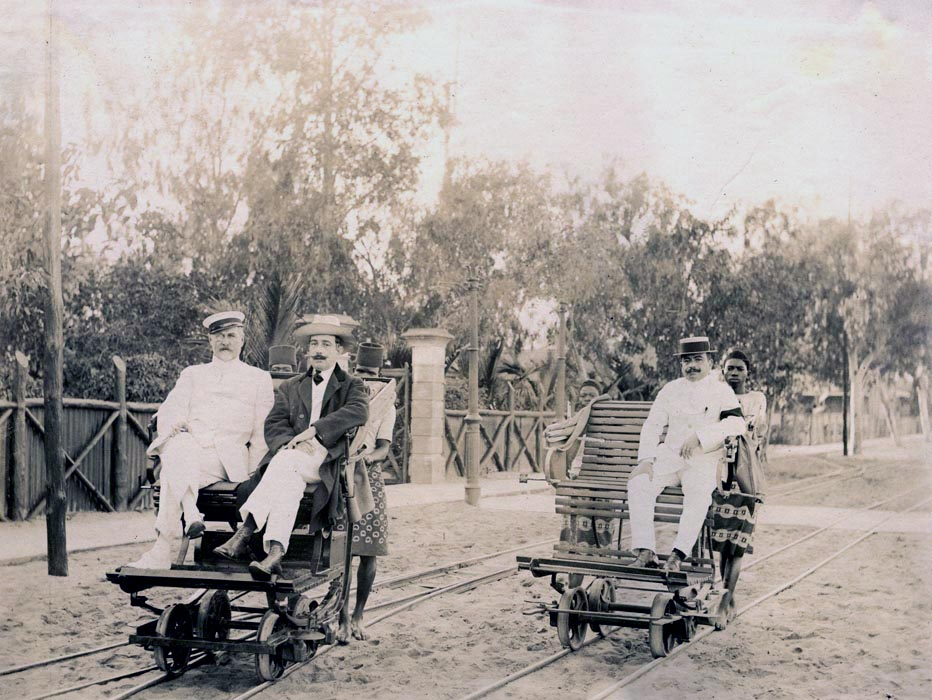
Gouverneur und Generalsekretär der Caminho da Repartição
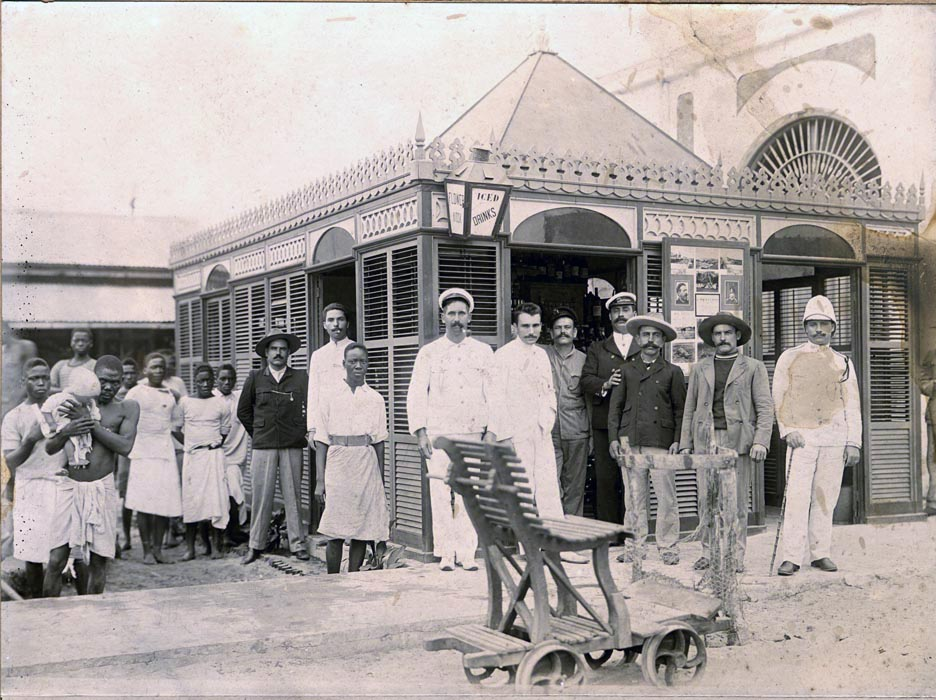
Kioske Flor in Beira

## Fotos
Von den drei Bahnen sind im Fotoarchiv des Arquivo Nacional da Torre do Tombo mehr als 200 Fotos erhalten: